# Мужественные всадники
«Му́жественные вса́дники» (англ. Rough Riders), официально 1-й полк добровольческой кавалерии Соединённых Штатов (англ. 1st United States Volunteer Cavalry) — первый из трёх отрядов добровольной кавалерии, сформированных в 1898 году для участия в испано-американской войне, и единственный, участвовавший в боях. Его также называли «Усталые ходоки Вуда» (Wood’s Weary Walkers) по имени первого командира, полковника Леонарда Вуда, и в знак того, что, хоть отряд и был кавалерийским, солдаты в итоге сражались в пешем строю. Когда полковник Вуд стал командиром 1-й кавалерийской бригады США (1-й кавалерийский полк, 10-й кавалерийский полк и 1-й добровольческий кавалерийский полк), полк стал называться «Мужественные всадники Рузвельта». Это было хорошо знакомое в 1898 году название, пошедшее от Буффало Билла, называвшего своё знаменитое шоу «Дикий Запад Буффало Билла и съезд мужественных всадников всего мира».

## История отряда

### Возникновение и ранняя история

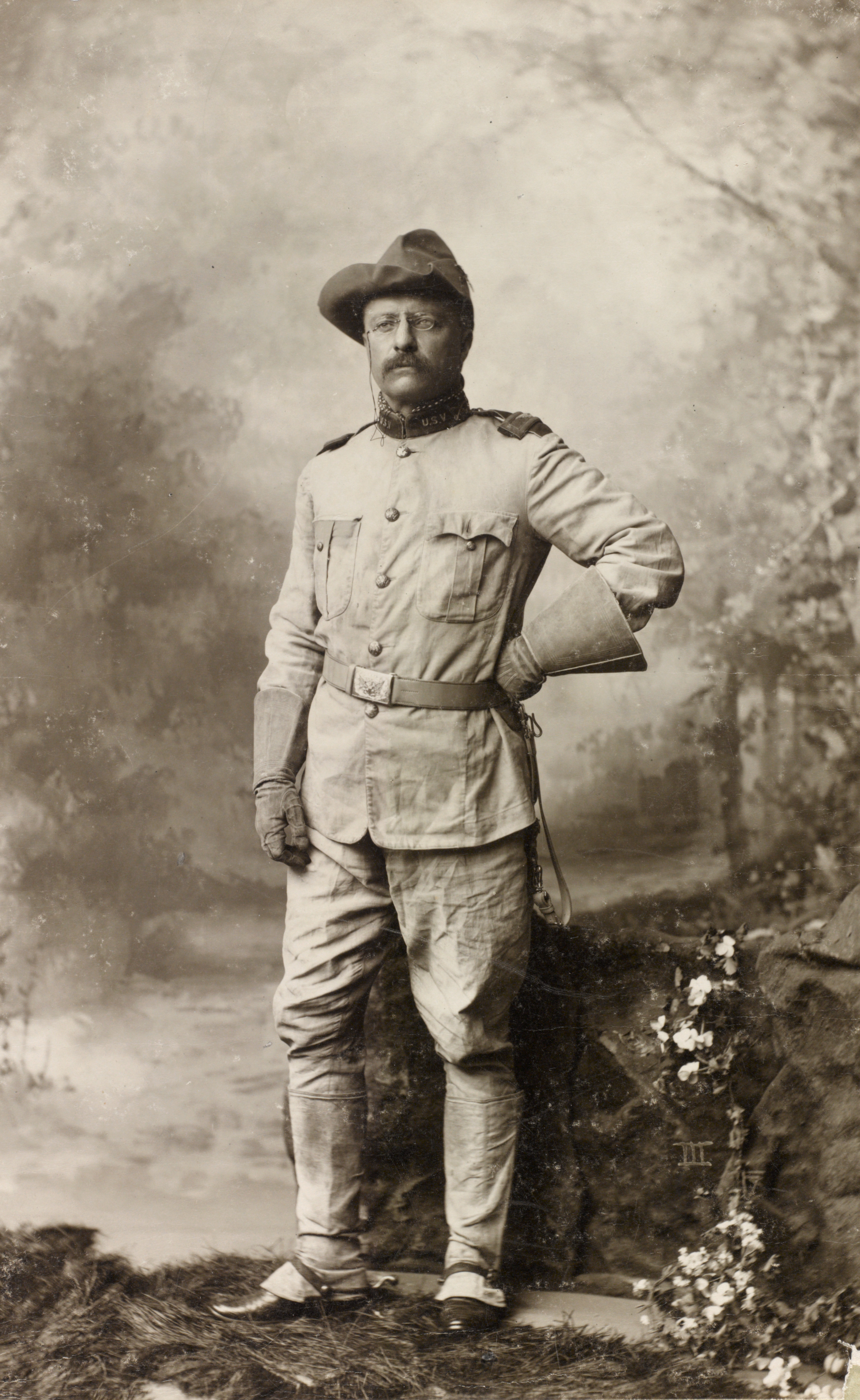
Полковник Рузвельт в форме «Мужественных всадников». 26 октября, 1898

Сначала военный министр США Рассел Эглер предложил командование полком будущему президенту США Теодору Рузвельту. Однако Рузвельт, имея лишь небольшой военный опыт офицера пехоты в Национальной гвардии Нью-Йорка, уступил эту должность более опытному товарищу. Это был полковник Леонард Вуд, доктор военного санитарного управления и кавалер Медали Почета, служивший в регулярной кавалерии. Рузвельт был произведён в подполковники и назначен заместителем командира полка.
Чтобы участвовать в войне, Рузвельт ушёл с поста помощника министра военно-морского флота. Вероятно, его личные качества и его известность в популярных газетах того периода были ведущим фактором, который принёс славу полку. Рузвельт использовал свои связи, чтобы полк был вооружён карабинами Крага-Йоргенсена, как регулярная кавалерия, а не однозарядными винтовками Спрингфилда модели 1873 года, выдававшимися пехоте. Полк состоял из опытных работников ранчо, разведчиков индейского племени пауни, спортсменов «Лиги плюща», ковбоев, полицейских и игроков в поло с Восточного побережья, а также прочих, представлявших собой довольно широкой срез американского общества. Многие из добровольцев знали Рузвельта с его молодости в бедленде на территориях племени дакота и как уполномоченного из Нью-Йорка. Поскольку желающих было больше, чем мест, многим Рузвельту пришлось отказать, в том числе и будущему популярному писателю Эдгару Берроузу.
Около месяца кавалерия проходила весьма суровые тренировки в Кэмпвуде, Сан-Антонио, Техас. После этого полк переместился в Тампу, Флорида, где в порту шла погрузка для кубинской кампании. Полк отправился 14 июня, но из за серьёзной нехватки транспорта почти все лошади и 4 из 12 рот полка были оставлены.
Полк высадился на Кубе возле Дайкири 22 июня в составе кавалерийской дивизии генерал-майора Джозефа Уилера, входившей в состав 5-й армии. Из-за нехватки лошадей полк действовал в пешем строю. Полк сразу же направился к Сантьяго-де-Куба, и два дня спустя принял участие в сражении при Лас-Гуасимас. Уступая противнику числом, американские силы смогли удержаться в перестрелке с регулярной испанской армией, а «Мужественные всадники» понесли самые тяжёлые потери.

### Атака холма Сан-Хуан

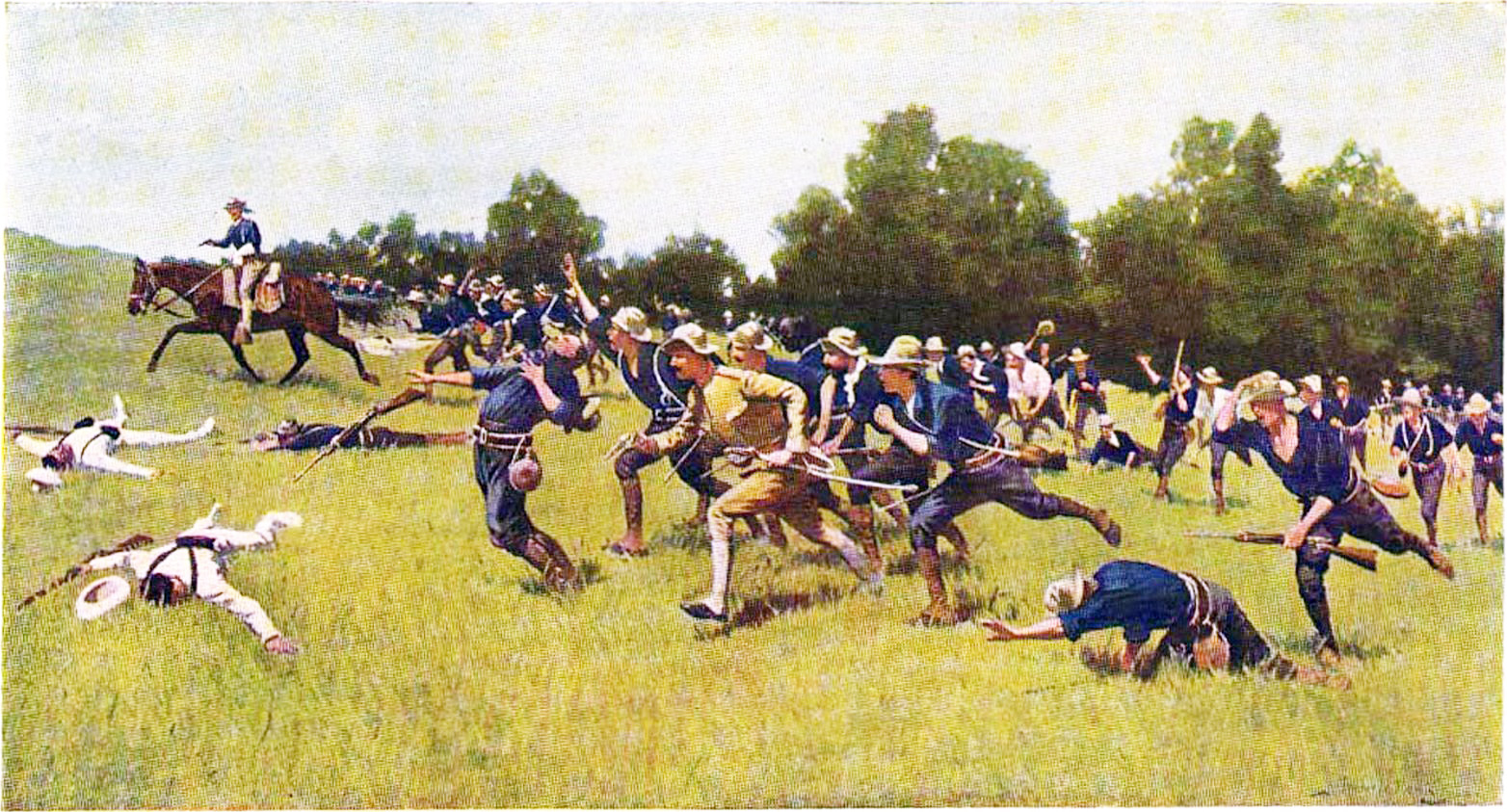
Атака мужественных всадников на холме Сан-Хуан. Ф. Ремингтон (1861—1909).

1 июля 1898 года на холме Сан-Хуан 760 испанских солдат получили приказ оборонять высоту против американских атак. По неясным причинам испанский генерал Арсенио Линарес не смог укрепить позиции, предпочтя оставить почти 10 тысяч испанцев в резерве в городе Сантьяго-де-Куба. Испанские укрепления на вершине холма были хорошо построены, но плохо размещены, что делало затруднительным стрельбу по наступающим американцам даже с близкого расстояния.
Под командованием генерала Джеффа было примерно 15000 солдат в 3 дивизиях. Джакоб Кент командовал 1-й дивизией, Генри Лоутон — 2-й дивизией, а Джозеф Уилер — оставшейся без лошадей кавалерийской дивизией. Однако он страдал от лихорадки и был вынужден передать командование генералу Самуэлю Самнеру. План Шафтера по атаке Сантьяго-де-Куба был таким: дивизия Лоутона идёт на север и ослабляет опорный пункт испанцев в Эль-Каней, что должно занять примерно 2 часа, а потом соединяется с другими частями для атаки на холм Сан-Хуан. Оставшиеся две дивизии должны были двинуться прямо на холм Сан-Хуан, Санмер по центру, а Кент с юга. Шафтер был слишком болен, чтобы лично руководить операцией; он разместил свою ставку в Эль-Позо, примерно в трёх километрах от холма Сан-Хуан, и поддерживал связь через конных штабных офицеров.

### Конец отряда
К концу июля ситуация с заболеваемостью в американских частях стала тяжёлой. 31 июля Рузвельт и группа старших офицеров с докторами отправили в Военное ведомство сообщение: «Армия должна немедленно уйти, или она погибнет.»
Вслед за этим 8 августа остатки полка отплыли на корабле вместе с другими солдатами в Монтаук, (Лонг-Айленд), где их встретили 14 августа как героев. Этот район был выбран как сравнительно ненаселённый в те времена, и потому подходящий для карантина. Они заняли наскоро построенный лагерь Викоффа, в котором из за продолжающихся проблем со снабжением армии сильно не хватало еды и лекарств. Жители Лонг-Айленда помогали исправить эту ситуацию.
Полк был распущен 14 сентября 1898 года, но до 1968 года его участники проводили ежегодные встречи. Опыт Рузвельта в командовании полком был использован им при последующих выборных кампаниях на пост губернатора Нью-Йорка и вице-президента США при президенте Мак-Кинли.

## Последние оставшиеся бойцы отряда
Последними оставшимися в живых из «Мужественных всадников» были Фрэнк Брито (Frank C. Brito) и Джесс Лэнгдон (Jesse Langdon).
Брито был родом из Лас-Крусес, штат Нью-Мексико, его отец был родом из индейского племени Яки (народ) и работал водителем дилижанса. Брито был 21 год, когда в мае 1898 года он записался в отряд вместе с братом. Он не попал на Кубу, так как был в составе одной из четырёх рот, оставленных в Тампе. Впоследствии он стал горным инженером и работал в правоохранительных органах. Умер 22 апреля 1973 года в возрасте 96 лет.
Лэнгдон родился в 1881 году на территории нынешней Северной Дакоты. Он добрался до Вашингтона и позвонил Рузвельту в военно-морское министерство, напомнив, что его отец, ветеринар, лечил в своё время скот у Рузвельта на ранчо в Дакоте. Рузвельт устроил ему билет на поезд до Сан-Антонио, где Лэнгдон записался в отряд в возрасте 16 лет. Он был последним участником полка и единственным, кто посетил две последние встречи, в 1967 и 1968 годах. Умер 29 июня 1975 года в возрасте 94 лет, через 26 месяцев после Брито.

## Справка о личном составе[1]
- Набрано:

Офицеров: 56
Солдат: 994
- Уволено:

Офицеров: 76
Солдат: 1,090
- Всего учтено в увольнительном списке:

Офицеров: 52
Солдат: 1,185
- Потери за время службы:

- Офицеров:

Повышено или переведено: 0
Ушло в отставку: 2
Уволено: 0
Погибло в боях: 2
Умерло от ран: 0
Умерло от болезней: 1
Умерло от несчастных случаев: 0
Утонуло: 0
Самоубийства: 0
Убийства: 0
ВСЕГО ПОТЕРЬ СРЕДИ ОФИЦЕРОВ: 5
- Солдат:

Переведено: 0
Уволено по инвалидности: 9
Уволено решением военного трибунала: 0
Уволено по приказу командования: 31
Погибло в боях: 21
Умерло от ран, полученных в боях: 3
Умерло от болезней: 19
Умерло от несчастных случаев: 0
Утонуло: 0
Самоубийства: 14
Убийства: 0
Дезертировало: 12
ВСЕГО ПОТЕРЬ СОЛДАТ: 95
- Ранено:

Офицеров: 7
Солдат: 97

## В культуре
Полковник Рузвельт и «Мужественные всадники» популяризировались в шоу Дикого Запада, таких как «Дикий Запад Буффалло Билла и съезд мужественных всадников всего мира», и менестрель-шоу, таких как «Большой Праздник Менестрелей» Уильяма Веста. Буфалло Билл больше всех помог создать и сохранить драматический миф о «Мужественных всадниках» и Диком Западе, восхваляя их в своих экстравагантных и привлекательных для жителей восточных штатов представлениях.
В 1997 году на американском кабельном канале TNT вышел телесериал Мужественные всадники, посвящённый участию отряда в боевых действиях на Кубе.
В «Цивилизации VI» «Мужественный всадник» — боевой юнит американской державы.